# مكالمة بوتين وترمب الهاتفية (فبراير 2025)
مكالمة بوتين وترمب في فبراير 2025 هي محادثة هاتفية رسمية بين الرئيس الأمريكي دونالد ترمب والرئيس الروسي فلاديمير بوتين جرت في 12 فبراير 2025. ويقال إن المحادثة استمرت ساعة ونصف، وكانت أول تبادل مباشر للآراء بين قادة الاتحاد الروسي والولايات المتحدة منذ الغزو الروسي لأوكرانيا في فبراير 2022.
وفق بيان مفصل نشره دونالد ترمب على حسابه على موقع التواصل الاجتماعي تروث سوشل، يُزعم أن المحادثة تناولت مجموعة واسعة من المواضيع، بما في ذلك الوضع في أوكرانيا، والشرق الأوسط، والذكاء الاصطناعي، والطاقة، وقوة الدولار الأمريكي، من بين قضايا أخرى.

## خلفية

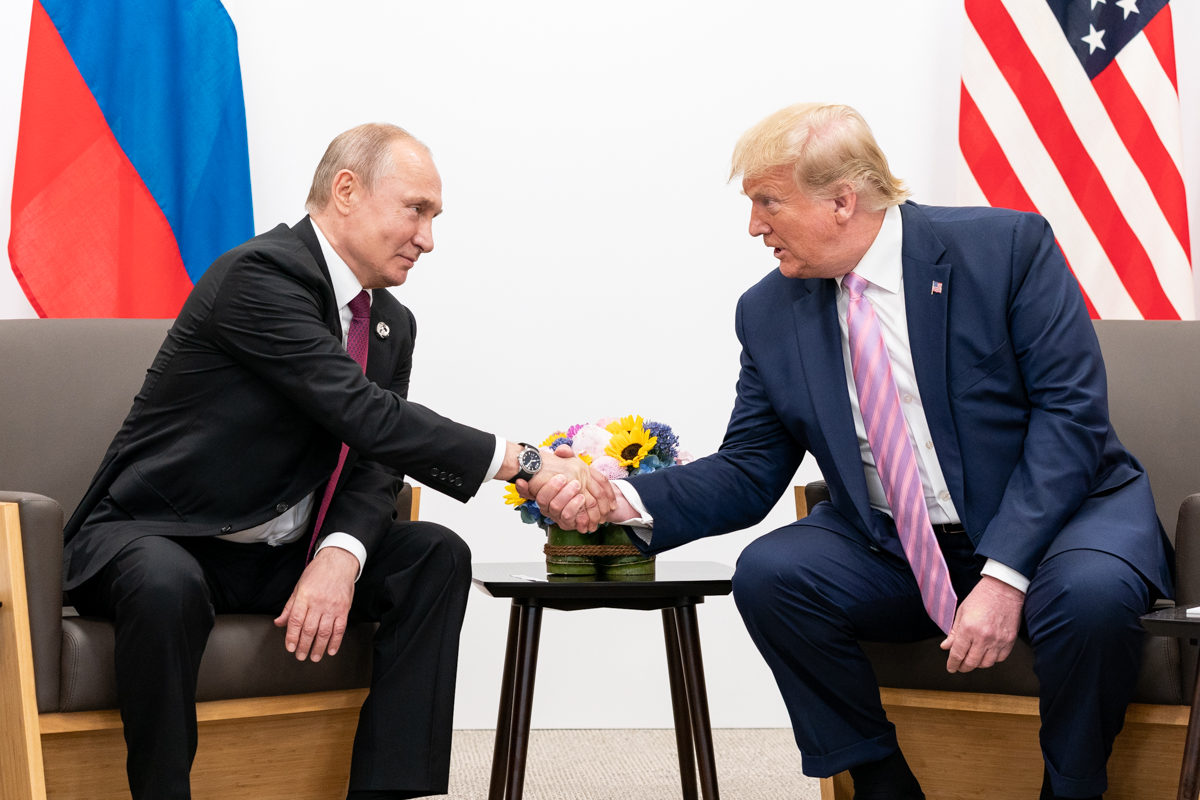
الرئيس الروسي فلاديمير بوتن والرئيس الأمريكي دونالد ترمب في قمة مجموعة العشرين في أوساكا، 2019

في 7 نوفمبر 2024، هنأ فلاديمير بوتن دونالد ترمب على فوزه في الانتخابات الأمريكية لعام 2024، وأضاف أن رغبته في إنهاء الحرب الروسية الأوكرانية "تستحق الاهتمام". في 9 نوفمبر، صرّح مستشار دونالد ترمب برايان لانزا أن الإدارة الرئاسية الأميركية ستركز على "رؤية واقعية للسلام" في أوكرانيا، بدلاً من الإصرار على إعادة شبه جزيرة القرم.
في 11 فبراير 2025، وصل المبعوث الأمريكي الخاص إلى الشرق الأوسط، ستيفن ويتكوف، إلى موسكو لترتيب تبادل المواطن الأمريكي مارك فوجل بالمواطن الروسي ألكسندر فينيك. وزعمت قناة فوكس نيوز أن ويتكوف التقى خلال زيارته بالرئيس الروسي فلاديمير بوتين، وهو ما م يُؤكده الكرملين رسميًا أو ينفه لاحقًا. وصرح مسؤولون في الإدارة الرئاسية الأمريكية بأن تبادل الأسرى قد يكون نذيرًا لاستئناف الجهود لإنهاء الصراع بين روسيا وأوكرانيا.
في 12 فبراير، وفي اجتماع عقد في مقر حلف شمال الأطلسي في بروكسل، صرح وزير الدفاع الأمريكي بيت هيجسيث أن الولايات المتحدة لن تدعم تطلعات أوكرانيا للانضمام إلى حلف شمال الأطلسي، وصرح بأنه "من غير الواقعي" الدفع نحو العودة إلى حدود أوكرانيا قبل الحرب بناءً على الوضع على الأرض.

## مسار المحادثة
في 12 فبراير 2025، تمت محادثة هاتفية رسمية بين ترمب وبوتين. ووفق البيانات الرسمية، استمرت المحادثة قرابة ساعة ونصف، ووصفها الجانب الأمريكي بأنها "مطولة ومثمرة للغاية". ناقش الزعيمان خلال المحادثة عدد من القضايا، أبرزها الوضع المتعلق بالغزو الروسي لأوكرانيا وطبيعة الصراع الراهن.
عقب المحادثة، أعلن الرئيس ترمب عن اتفاق لبدء مفاوضات فورية لإنهاء العمل العسكري في أوكرانيا. وأعرب الجانبان عن نيتهما العمل "بشكل وثيق" لإيجاد حل دبلوماسي للصراع.
وفي وقت لاحق، كلف ترمب وزير الخارجية الأمريكي ماركو روبيو، ومستشار الأمن القومي مايكل والتز، ومدير وكالة المخابرات المركزية جون راتكليف، والمبعوث الخاص إلى الشرق الأوسط ستيف ويتكوف بقيادة مفاوضات السلام. أكد السكرتير الصحفي للكرملين، دميتري بيسكوف، صحة المحادثة، وأفاد بأن فلاديمير بوتين أشار خلال المحادثة إلى "ضرورة القضاء على الأسباب الجذرية للصراع". وكشف بيسكوف أيضًا عن تبادل دعوات بين الزعيمين للقاء في بلديهما، مؤكدًا على دعوة ترمب لزيارة موسكو.

## ما بعد المحادثة
أعلن دونالد ترمب عن لقاء شخصي قادم مع فلاديمير بوتن في المملكة العربية السعودية. وصرح مستشار الرئيس الأوكراني، دميتري ليتفين، أن الرئيس الأمريكي، بعد حديثه مع الرئيس الروسي، أجرى محادثة هاتفية مع فولوديمير زيلينسكي. وشارك ترمب تفاصيل محادثته مع فلاديمير بوتين، واتفق على بدء محادثات السلام بكل فوري. وتحدث وزراء خارجية أوكرانيا وفرنسا وألمانيا والمملكة المتحدة وإيطاليا وإسبانيا وبولندا، فضلاً عن رئيس هيئة الدائرة الأوروبية للشؤون الخارجية، عقب اجتماع في باريس، دعماً لأوكرانيا وتحدثوا عن المشاركة الإلزامية للاتحاد الأوروبي في عملية التفاوض.
في 13 فبراير 2025، ارتفعت بورصة موسكو (MOEX) بأكثر من 6% لتصل إلى 3210 نقاط عقب الإعلان عن هذه المحادثة. وفي الوقت نفسه، ارتفع مؤشر RTS بأكثر من 6% ليصل إلى 1080 نقطة. وارتفع الروبل بنسبة 3.7% ليصل إلى 90.50 روبل مقابل الدولار الأمريكي.
في 18 فبراير، التقى المندوبون الأمريكيون بقيادة ماركو روبيو والمندوبون الروس بقيادة سيرجي لافروف في المملكة العربية السعودية.

## ردود الفعل

### وسائل الإعلام والتحليل
وفقًا لشبكة سي إن إن، فإنّ المحادثة الهاتفية بين بوتين وترمب، إلى جانب تصريحات البنتاغون حول تحمّل الدول الأوروبية الأعضاء في حلف الناتو نفقاتها العسكرية، قد مثّلت تحوّلًا ملحوظًا في العلاقات الأمريكية الأوروبية. وأشارت الصحيفة إلى أن موقف ترمب يعكس سياسته " أمريكا أولًا " ورغبته في تقييم العلاقات الدولية من منظور الربح المالي. وأكدت صحيفة واشنطن بوست أن مصالح الدول الأوروبية في مجال الدفاع الجيوسياسي بدأت تتلاشى.
وأشارت هيئة الإذاعة البريطانية بي بي سي إلى أن الزيارة المتبادلة المحتملة بين الزعيمين من شأنها أن تشكل تحولاً جوهرياً في العلاقات الثنائية، نظراً لأن رئيس الولايات المتحدة لم يزر روسيا منذ أكثر من عقد من الزمان. ووصف موقع أكسيوس المكالمة الهاتفية والاجتماع المحتمل بين الزعيمين وتبادل الأسرى الذي أُعلن عنه سابقاً بأنها علامات على ذوبان الجليد في العلاقات الأمريكية الروسية المجمدة.
وصفت نيويورك تايمز المكالمة الهاتفية بأنها نقطة تحول بالنسبة لبوتن، وهي مماثلة في أهميتها للمعارك الرئيسية في الغزو الروسي لأوكرانيا.
وفقًا لصحيفة الغارديان، أثار البدء السريع للمفاوضات مع روسيا والمطالبات العلنية لأوكرانيا بالتنازل عن أراضٍ قلقًا في كييف وبين حلفاء أوكرانيا الأوروبيين. وأعربوا عن مخاوفهم من أن إدارة ترمب قد تقدم تنازلات كبيرة لمطالب بوتين كوسيلة للتوصل إلى اتفاق سريع. ووصفت الجزيرة هذه التطورات بأنها "أشارت إلى تحول كبير في السياسة الأمريكية تجاه كييف على مدار ثلاث سنوات".
وفقًا لصحيفة التايمز، كانت المحادثة التي استمرت 90 دقيقة دليلاً على فشل محاولات القوى الأوروبية والغربية لعزل روسيا وتحويل بوتن إلى منبوذ دولي من خلال العقوبات الاقتصادية والضغط الدبلوماسي. وأشارت صحيفة زود دويتشه تسايتونج إلى أن ترمب رفض الموقف الأوروبي بشأن عدم جواز تقرير مصير أوكرانيا دون مشاركة أوكرانيا نفسها والشركاء الأوروبيين، مؤكدًا أنه لن يكون هناك سوى مشاركين اثنين حاضرين على طاولة المفاوضات المقترحة: ترمب وبوتين. ووفقًا لبلومبرج، لم يتلق المسؤولون الأوروبيون أي إشعار مسبق بالمحادثة القادمة، وصُدموا من حدوثها. وأشارت هاندلسبلات إلى أن قادة الاتحاد الأوروبي يخشون أن يكون ترمب مستعدًا لتقديم تنازلات كبيرة لبوتن على حساب أوروبا.

### المحلية
علق وزير الدفاع الأمريكي بيت هيجسيث على المحادثة، مؤكدًا أن الرغبة في السلام ليست "خيانة" لأوكرانيا، وأشار إلى أن العدوان الروسي كان بمثابة "إعادة ضبط" لحلف شمال الأطلسي. ومع ذلك، قال جون بولتون، مستشار الأمن القومي السابق لدونالد ترمب، إن ترمب "استسلم فعليًا" لبوتين بشأن قضية أوكرانيا.
قال وزير الخارجية الأمريكي ماركو روبيو : «مكالمة هاتفية واحدة لا تحل حربًا معقدة كهذه. لكن يمكنني أن أؤكد لكم أن دونالد ترمب هو الزعيم الوحيد في العالم الذي يمكنه أن يبدأ هذه العملية».

## مكالمات لاحقة
وأُجريت مكالمات لاحقة بين بوتن وترمب في مارس 2025 ومايو 2025.